# 同志社大学経済学部

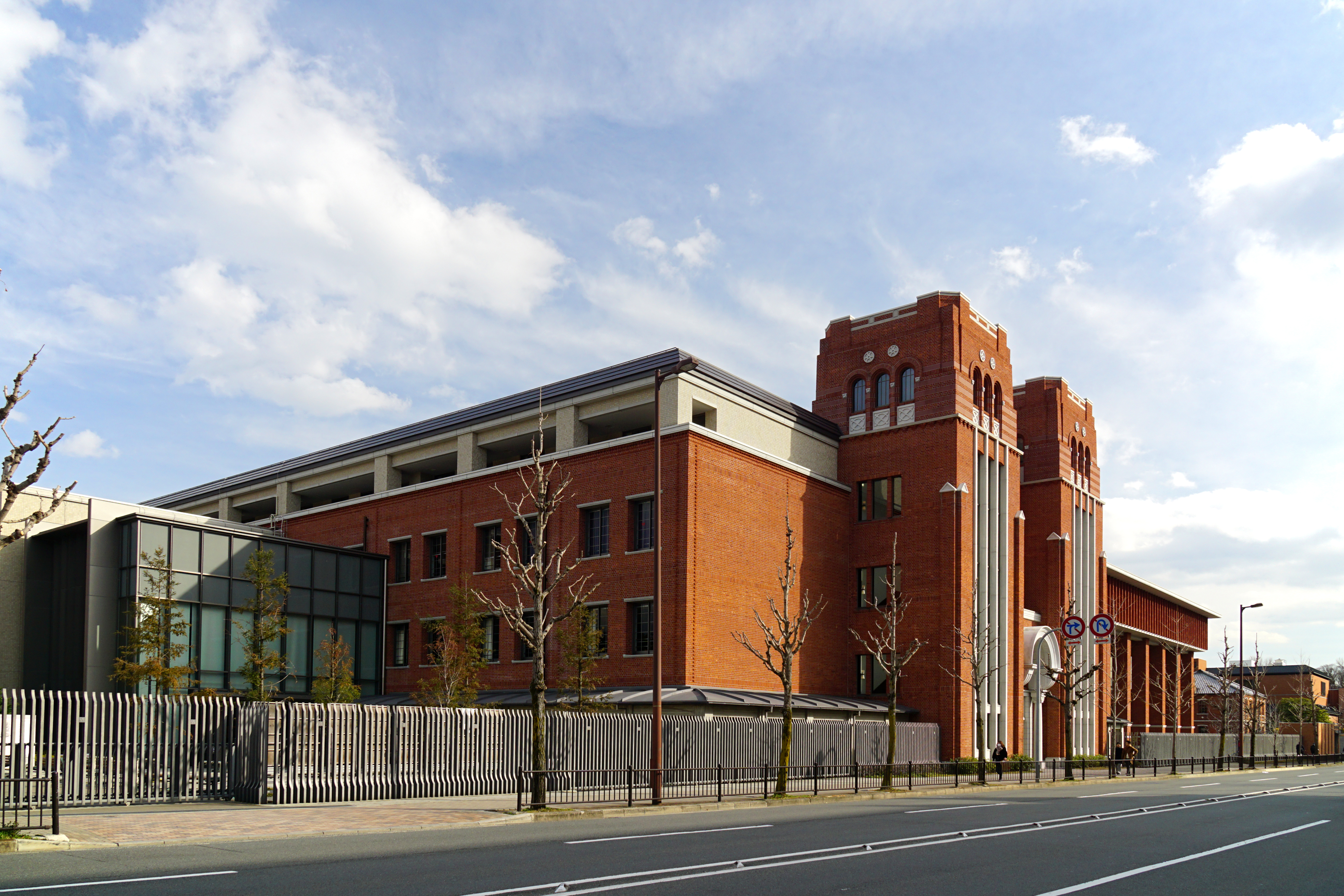
良心館（今出川キャンパス）

同志社大学経済学部（どうししゃだいがくけいざいがくぶ、英称:Faculty of Economics）は、同志社大学に設置される経済学部である。キャンパスは今出川キャンパス。

## 概要
同志社大学経済学部は、1891年創立の同志社政法学校（1904年に廃止）を源流とし、経済的思考力の養成を行っている。学科としては経済学科1学科のみが置かれている。
同志社大学経済学部は、学生が興味のあるテーマを見つけ、円滑に研究を行うことができるように、学修系統を「理論経済学」、「応用経済学」、「経済政策・環境経済」、「グローバル経済・経済史」、「経済統計学」、「経済学説・経済思想」、「経済情報・情報システム学」の7つにまとめ、きめ細かなカリキュラムを用意している。
また、同志社大学経済学部は、年金、医療、フリーターなど、社会の諸問題を「理論」「政策」「歴史」の観点から分析していく。また、この過程で、学生たちの経済学的なものの見方、論理的思考力、分析力、ITスキルなどを養い、幅広い教養と先見性を兼ね備えた社会的リーダーを育成する。
また、同志社大学経済学部は、京都という立地条件を最大限に活かした学びを展開していく。例えば、茶道文化とはどのようなものか、その「本物」に触れることで、グローバルスタンダードを学び、現状を打破する経済戦略を考える。他にも、企業見学や里山での農業体験などフィールドワークも実施している。

## 沿革
- 1891年 同志社政法学校を開設[4]。
- 1897年 同志社高等学部政法学校を開設[4]。
- 1904年 同志社高等学部政法学校廃止[4]。

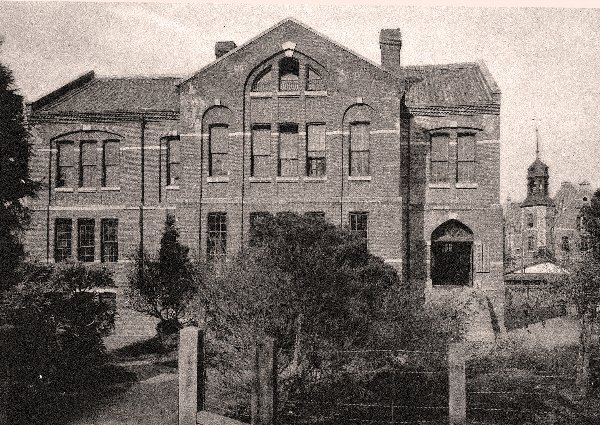
有終館（政法学校開校時の校舎）

- 1912年 専門学校令による同志社大学発足、政治経済部を設置[4]。
- 1919年 政治経済部を法学部に改称[4]。
- 1920年 大学令による同志社大学発足、法学部を設置（政治学科・経済学科）[4]。
- 1944年 文学部と統合され法文学部法経学科となる[4]。
- 1946年 法文学部から独立し法経学部を設立。法律学科、政治学科、経済学科を設置[4]。
- 1948年 新制同志社大学経済学部に改組[4]。
- 1999年 経済学部経済学科となる[4]。

## 学科
- 経済学科[2]
  - 入学定員893人[2]

## 刊行物
同志社大学経済学部は研究成果を発表する為、以下の電子版を発行している。
- 「経済学論叢」

## 著名な出身者

### 政治
- 井上一成 - 元郵政大臣、元大津市長
- 田端正広 - 元総務副大臣
- 森岡正宏 - 元厚生労働大臣政務官
- 樽井良和 - 元衆議院議員、元参議院議員
- 谷村啓介 - 元衆議院議員、元岡山県議会議員
- 斎藤アレックス - 衆議院議員
- 新坂一雄 - 元参議院議員
- 長谷部誠 - 由利本荘市長、元秋田県議会議員
- 松丸修久 - 守谷市長、元守谷市議会議長
- 和田愼司 - 小松市長
- 山脇実 - 元豊川市長、元豊川市議会議長
- 千代松大耕 - 泉佐野市長、元泉佐野市議会議長
- 福岡憲宏 - 香芝市長
- 阪口伸六 - 高石市長、元高石市議会議員
- 魚谷哲央 - 元維新政党・新風代表

### 経済
- 伊藤滋 - マルハニチロ社長、日本冷凍食品協会会長、元日本冷蔵倉庫協会会長
- 井筒雄三 - 日本電気硝子元社長、元会長、ガラス産業連合会元副会長
- 井上雅宏 - ダイハツ工業社長、大阪職業能力開発協会副会長
- 井上礼之 - ダイキン工業会長、元社長、関西経済同友会代表幹事、元関西経済連合会副会長
- 岩崎隆 - ノリタケカンパニーリミテド元社長、中部経済同友会元代表幹事
- 大倉敬一 - 月桂冠元社長
- 貸谷伊知郎 - 豊田通商社長、日本貿易会副会長
- 河合映治 - セリア社長
- 川勝泰司 - 南海電気鉄道元社長、南海電気鉄道元社長川勝傳の長男
- 北井啓之 - ダイキン工業元社長
- 貴納順二 - プリマハム元社長、元大阪市代表監査委員
- 小嶋淳司 - がんこフードサービス創業者・元社長、日本フードサービス協会元会長、関西経済同友会元代表幹事
- 酒見俊夫 - 西部ガスホールディングス会長、日本ガス協会副会長
- 嶋雅二 - J-オイルミルズ元社長、日本植物油協会元会長
- 清水隆史 - TOYO TIRE社長、日本自動車タイヤ協会会長、タイヤ公正取引協議会会長
- 高下貞二 - 積水化学工業社長、日本化学工業協会副会長
- 立石義雄 - オムロン元社長、日本商工会議所元副会頭、国際高等研究所元理事長、日本国際貿易促進協会元副会長
- 巽悟朗 - 光世証券創業者・元社長、大阪証券取引所元社長
- 堤智章 - 藤久社長、エイボン・プロダクツ元社長
- 綱嶋耕二 - サンマルクホールディングス社長
- 中山賢一 - 小松マテーレ元会長兼社長、日本染色協会元会長、石川県染色工業協同組合元理事長
- 夏目和良 - 中部日本放送元社長、CBCテレビ元社長
- 広岡久右衛門 - 大同生命元社長、加島屋久右衛門家第10代当主
- 藤井良清 ‐ 日本ハム社長
- 増田宗昭 - カルチュア・コンビニエンス・クラブ創業者・社長
- 宮井芳行 - ジャパンネット銀行元社長
- 宮坂学 - ヤフー元社長、日本IT団体連盟代表理事、東京都副知事
- 村田恒夫 - 村田製作所社長、創業者村田昭の三男
- 森博嗣 - NTN元社長
- 森本弘道 - 山口フィナンシャルグループ元会長、もみじ銀行元頭取
- 山田義仁 - オムロン社長
- 湯浅康平 - 中央倉庫元社長、京都倉庫協会会長

### 行政
- 黒木大輔 - 駐マリ共和国大使、元外務省専門機関室長
- 森田祐司 - 会計検査院長

### マスコミ
- 山内雅夫 - 元NHKディレクター
- 上野大介 - 毎日放送チーフプロデューサー
- 大野聡美 - 朝日放送テレビ記者、元アナウンサー

### 研究
- 井上雅夫 - 西洋史、同志社大学教授
- 大日康史 - 経済学、国立感染症研究所主任研究官
- 大塚達雄 - 経済学、同志社大学名誉教授
- 奥田宏司 - 経済学、立命館大学教授
- 角田修一 - 経済学、立命館大学教授
- 加藤峰弘 - 経済学、金沢大学准教授
- 榊原胖夫 - 経済学、同志社大学名誉教授、元アメリカ学会会長
- 鹿野嘉昭 - 経済学、同志社大学教授
- 島田剛 - 経済学、明治大学准教授
- 清水耕一 - 経済学、岡山大学名誉教授
- 高橋青天 - 経済学、明治学院大学教授
- 竹村和久 - 心理学、早稲田大学教授
- 野林健 - 政治学、一橋大学名誉教授
- 武蔵武彦 - 経済学、千葉大学名誉教授
- 諸富徹 - 経済学、京都大学教授
- 八田英二 - 経済学、学校法人同志社第18代総長・理事長、日本高等学校野球連盟第7代会長
- 広田真一 - 経済学、早稲田大学教授
- 宗藤圭三 - 統計学、同志社大学名誉教授
- 村山裕三 - 経済学、同志社大学副学長
- 諸富徹 - 経済学、京都大学教授
- 吉田和夫 - 経営学、関西学院大学名誉教授

### 文学
- 有馬敲 - 詩人、作家、京都市芸術振興賞、モンゴル国文化基金賞
- 小川佳世子 - 歌人、現代歌人集会賞
- 大西昭彦 - 作家、編集者、第18回日本海文学大賞詩部門

### 芸能
- 今吉めぐみ - アイドル、元SDN48メンバー
- みれいゆ - 女優
- みやなおこ - 女優、文化庁芸術祭優秀賞
- 藤本恵理子 - モデル、女優
- 壤晴彦 - 俳優、声優、ナレーター、文化庁芸術祭大賞
- 森田直幸 - 俳優
- 林彰太郎 - 俳優
- 佐野元哉 - 俳優
- 田村高廣 - 俳優、第4回日本アカデミー賞優秀助演男優賞、第16回ブルーリボン賞助演男優賞
- もえのあずき - 大食いタレント、エラバレシメンバー
- 笹野みちる - 歌手、京都町内会バンドメンバー
- 中西保志 - 歌手
- 花沢耕太 - シンガーソングライター
- 笑福亭喬楽 - 落語家

### アナウンサー
- 川島淳 - 元テレビ朝日アナウンサー
- 須田泰生 - 元山陰中央テレビジョン放送アナウンサー、
- 森谷威夫 - 京都放送アナウンサー
- 海平和 - 京都放送アナウンサー
- 吉村恵里子 - TBSアナウンサー
- 青木美奈実 - 南海放送アナウンサー
- 東中健 - フジテレビアナウンサー
- 木村英樹 - テレビせとうちアナウンサー

### スポーツ
- 宮本恒靖 - サッカー選手、日本サッカー協会会長、ガンバ大阪監督、元サッカー日本代表
- 中西哲生 - サッカー選手、日本サッカー協会特任理事
- 家本政明 - サッカー審判員
- 蔦文也 - 野球選手、元徳島県立池田高等学校野球部監督
- 林敏之 - ラグビー選手、元ラグビー日本代表キャプテン
- 日下部大次郎 - SS11事務局長、元東京アパッチ代表取締役、

### その他
- 大野宏明 - 作曲家、編曲家、音楽プロデューサー
- 日比野光鳳 - 書家、日本芸術院会員、日本芸術院賞、文化功労者
- 槌橋雅博 - 映画監督、神戸芸術工科大学准教授
- 千宗室 - 茶道裏千家前家元15代汎叟宗室、宝塚造形芸術大学教授
- 深見東州 - ワールドメイト教祖
- 若林盛亮 - よど号ハイジャック事件実行犯

## 交通アクセス
今出川キャンパス
住所：京都市上京区今出川通り烏丸東入
- 地下鉄烏丸線「今出川駅」から徒歩1分

- 京阪電車「出町柳駅」から徒歩15分

- バス停「烏丸今出川」から徒歩1分